# Ligat ha'Al 2020-2021
La Ligat ha'Al 2020-2021 è stata l'80ª edizione della massima divisione del campionato israeliano di calcio, iniziata il 29 agosto 2020 e terminata il 30 maggio 2021. Il Maccabi Haifa ha conquistato il titolo per la tredicesima volta nella sua storia, dieci anni dopo l'ultimo trionfo.

## Stagione

### Novità
Nella stagione precedente sono retrocesse lo Sektzia Ness Ziona e l'Hapoel Ra'anana, mentre dalla Liga Leumit sono state promosse il Maccabi Petah Tiqwa, primo classificato, e il Bnei Sakhnin, secondo classificato.

### Formula
Per la presente stagione, l'IFA ha confermato la formula adottata a partire dal campionato 2013-2014. Prendono parte alla massima serie 14 squadre, che si affrontano, dapprima, in un girone all'italiana di 26 giornate, tra andata e ritorno.

Al termine della stagione regolare, le sei squadre classificatesi dal primo al sesto posto partecipano ai play-off per il titolo e per la qualificazione alle Coppe europee; le otto squadre classificatesi dal settimo al quattordicesimo posto disputano, invece, i play-out per determinare le retrocessioni. Tanto nei play-off quanto nei play-out, le squadre partono con gli stessi punti ottenuti durante la stagione regolare.

La squadra campione si qualifica al primo turno di qualificazione della UEFA Champions League 2021-2022 e alla Supercoppa d'Israele (ove affronta la vincitrice della Coppa di Stato 2020-2021 o, in caso di vittoria di tale trofeo da parte del club campione nazionale, la seconda classificata in campionato). La seconda e la terza classificata sono ammesse al secondo turno di qualificazione della UEFA Europa Conference League 2021-2022. Poiché un posto a quest'ultimo torneo (precisamente al secondo turno di qualificazione) è previsto anche per la squadra vincitrice della Coppa di Stato 2020-2021, se detto trofeo è vinto da un club classificatosi al secondo o al terzo posto dei play-off (o, in caso di vittoria della Coppa di Stato da parte della squadra campione nazionale, se in una di tali posizioni si classifica la finalista perdente), viene qualificata anche la quarta classificata.

Sono retrocesse le ultime due squadre classificatesi ai play-out, rimpiazzate nella stagione successiva dalle due squadre promosse dalla Liga Leumit.

I play-off si disputano in partite di andata e ritorno, per un totale di 10 giornate (dalla 27ª alla 36ª giornata). I play-out, invece, si disputano in partite di sola andata, per un totale di 7 giornate (dalla 27ª alla 33ª). Ciascuna squadra, pertanto, disputa complessivamente 36 o 33 partite, a seconda che partecipi ai play-off o ai play-out.

## Squadre partecipanti
| Club                | Città         | Stadio               | Stagione precedente |
| ------------------- | ------------- | -------------------- | ------------------- |
| Ashdod              | Ashdod        | Stadio HaYud-Alef    | 8º posto            |
| Beitar Gerusalemme  | Gerusalemme   | Stadio Teddy Kollek  | 3º posto            |
| Bnei Sakhnin        | Sakhnin       | Stadio Doha          | 2° in Liga Leumit   |
| Bnei Yehuda         | Tel Aviv      | Stadio Bloomfield    | 7º posto            |
| Hapoel Be'er Sheva  | Be'er Sheva   | Stadio Yaakov Turner | 4º posto            |
| Hapoel Hadera       | Hadera        | Stadio Netanya       | 9º posto            |
| Hapoel Haifa        | Haifa         | Stadio Sammy Ofer    | 6º posto            |
| Hapoel Kfar Saba    | Kfar Saba     | Stadio HaMoshava     | 11º posto           |
| Hapoel Tel Aviv     | Tel Aviv      | Stadio Bloomfield    | 5º posto            |
| Ironi K. Shmona     | Kiryat Shmona | Stadio municipale    | 12º posto           |
| Maccabi Haifa       | Haifa         | Stadio Sammy Ofer    | 2º posto            |
| Maccabi Netanya     | Netanya       | Stadio Netanya       | 10º posto           |
| Maccabi Petah Tiqwa | Petah Tiqwa   | Stadio HaMoshava     | 1° in Liga Leumit   |
| Maccabi Tel Aviv    | Tel Aviv      | Stadio Bloomfield    | Campione d'Israele  |

## Stagione regolare

### Classifica finale
|  | Pos. | Squadra             | Pt | G  | V  | N  | P  | GF | GS | DR  |
|  | ---- | ------------------- | -- | -- | -- | -- | -- | -- | -- | --- |
|  | 1.   | Maccabi Haifa       | 59 | 26 | 19 | 2  | 5  | 52 | 20 | +32 |
|  | 2.   | Maccabi Tel Aviv    | 58 | 26 | 17 | 7  | 2  | 48 | 21 | +27 |
|  | 3.   | Ashdod              | 43 | 26 | 13 | 4  | 9  | 37 | 25 | +12 |
|  | 4.   | Ironi K. Shmona     | 38 | 26 | 11 | 5  | 10 | 26 | 28 | -2  |
|  | 5.   | Hapoel Be'er Sheva  | 37 | 26 | 9  | 10 | 7  | 31 | 29 | +2  |
|  | 6.   | Maccabi Petah Tiqwa | 37 | 26 | 11 | 4  | 11 | 24 | 23 | +1  |
|  | 7.   | Maccabi Netanya     | 34 | 26 | 9  | 7  | 10 | 35 | 30 | +5  |
|  | 8.   | Beitar Gerusalemme  | 32 | 26 | 8  | 8  | 10 | 31 | 32 | -1  |
|  | 9.   | Hapoel Hadera       | 32 | 26 | 8  | 8  | 10 | 26 | 28 | -2  |
|  | 10.  | Hapoel Haifa        | 30 | 26 | 7  | 9  | 10 | 30 | 37 | -7  |
|  | 11.  | Bnei Sakhnin        | 29 | 26 | 8  | 5  | 13 | 15 | 36 | -21 |
|  | 12.  | Hapoel Tel Aviv     | 27 | 26 | 6  | 9  | 11 | 17 | 28 | -11 |
|  | 13.  | Hapoel Kfar Saba    | 23 | 26 | 6  | 5  | 15 | 19 | 33 | -14 |
|  | 14.  | Bnei Yehuda         | 22 | 26 | 5  | 7  | 14 | 15 | 36 | -21 |

Legenda:
      Ammesse ai play-off.
      Ammesse ai play-out.
Note:
Tre punti a vittoria, uno a pareggio, zero a sconfitta.
In caso di arrivo di due o più squadre a pari punti, la graduatoria finale viene stilata secondo la classifica avulsa tra le squadre interessate che prevede, nell'ordine, i seguenti criteri:
- differenza reti generale;
- numero di partite vinte;
- goal segnati;
- punti negli scontri diretti;
- differenza reti negli scontri diretti;
- goal segnati negli scontri diretti.

Qualora la parità persista, si ricorre ad uno spareggio.

### Risultati
Ogni riga indica i risultati casalinghi della squadra segnata a inizio della riga contro le squadre segnate colonna per colonna (che invece avranno giocato l'incontro in trasferta). Al contrario, leggendo la colonna di una squadra si avranno i risultati ottenuti dalla stessa in trasferta, contro le squadre segnate in ogni riga, che invece avranno giocato l'incontro in casa.
|                  | Ash  | BeG  | BnS  | BnY  | HBS  | HHd  | HHf  | HKS  | HTA  | IKS  | MHa  | MNe  | MPT  | MTA  |
| ---------------- | ---- | ---- | ---- | ---- | ---- | ---- | ---- | ---- | ---- | ---- | ---- | ---- | ---- | ---- |
| Ashdod           | –––– | 2-0  | 0-0  | 4-0  | 2-0  | 1-1  | 0-1  | 2-0  | 2-1  | 0-2  | 1-0  | 4-0  | 1-0  | 3-2  |
| Beitar G.        | 1-2  | –––– | 2-3  | 1-1  | 1-2  | 4-0  | 3-3  | 2-1  | 0-1  | 1-0  | 0-3  | 1-1  | 1-2  | 0-0  |
| Bnei Sakhnin     | 1-0  | 0-0  | –––– | 0-3  | 1-0  | 0-2  | 0-1  | 0-1  | 0-1  | 0-2  | 0-3  | 0-1  | 1-0  | 1-2  |
| Bnei Yehuda      | 1-0  | 1-0  | 1-1  | –––– | 0-2  | 0-3  | 0-2  | 1-3  | 1-0  | 1-0  | 0-2  | 1-1  | 0-1  | 2-2  |
| H. Be'er Sheva   | 0-3  | 1-1  | 2-2  | 2-0  | –––– | 1-0  | 2-2  | 0-0  | 0-1  | 2-1  | 1-1  | 3-2  | 1-2  | 0-1  |
| H. Hadera        | 1-1  | 0-4  | 4-0  | 0-0  | 2-2  | –––– | 3-1  | 1-1  | 1-1  | 0-1  | 1-2  | 2-1  | 1-0  | 0-1  |
| H. Haifa         | 2-2  | 0-1  | 0-2  | 2-1  | 2-2  | 0-0  | –––– | 2-1  | 2-0  | 0-2  | 2-1  | 0-0  | 1-2  | 0-2  |
| H. Kfar Saba     | 0-1  | 1-1  | 0-1  | 3-1  | 0-1  | 0-1  | 0-0  | –––– | 2-1  | 0-1  | 3-2  | 0-1  | 2-0  | 0-1  |
| H. Tel Aviv      | 0-2  | 1-1  | 0-1  | 0-0  | 0-3  | 1-0  | 2-2  | 1-1  | –––– | 1-1  | 1-2  | 0-0  | 0-0  | 0-4  |
| I. Kiryat Shmona | 2-1  | 0-2  | 0-1  | 2-0  | 2-2  | 1-1  | 1-1  | 1-0  | 1-0  | –––– | 0-3  | 1-4  | 2-1  | 0-2  |
| M. Haifa         | 2-1  | 2-0  | 3-0  | 3-0  | 3-1  | 1-0  | 2-0  | 3-0  | 1-0  | 4-2  | –––– | 2-0  | 0-2  | 2-2  |
| M. Netanya       | 3-0  | 1-2  | 7-0  | 1-0  | 0-1  | 0-1  | 2-1  | 3-0  | 0-1  | 0-0  | 0-2  | –––– | 3-2  | 1-3  |
| M. Petah Tiqwa   | 2-1  | 0-1  | 0-0  | 1-0  | 0-0  | 1-0  | 2-0  | 2-0  | 0-2  | 0-1  | 1-2  | 1-1  | –––– | 0-1  |
| M. Tel Aviv      | 3-1  | 4-1  | 1-0  | 0-0  | 0-0  | 3-1  | 4-3  | 3-0  | 1-1  | 1-0  | 2-1  | 2-2  | 1-2  | –––– |

## Play-off

### Classifica finale
|                    | Pos. | Squadra             | Pt | G  | V  | N  | P  | GF | GS | DR  |
| ------------------ | ---- | ------------------- | -- | -- | -- | -- | -- | -- | -- | --- |
| Israele (bandiera) | 1.   | Maccabi Haifa       | 79 | 36 | 24 | 7  | 5  | 72 | 29 | +43 |
|                    | 2.   | Maccabi Tel Aviv    | 75 | 36 | 21 | 12 | 3  | 65 | 33 | +32 |
|                    | 3.   | Ashdod              | 54 | 36 | 15 | 9  | 12 | 48 | 39 | +9  |
|                    | 4.   | Hapoel Be'er Sheva  | 48 | 36 | 11 | 15 | 10 | 45 | 43 | +2  |
|                    | 5.   | Maccabi Petah Tiqwa | 46 | 36 | 13 | 7  | 16 | 32 | 38 | -6  |
|                    | 6.   | Ironi K. Shmona     | 46 | 36 | 12 | 10 | 14 | 37 | 45 | -8  |

Legenda:
      Campione d'Israele, ammessa alla UEFA Champions League 2021-2022.
      Ammesse alla UEFA Europa Conference League 2021-2022.
Le squadre ripartono con gli stessi punteggi ottenuti durante la stagione regolare.
Note:
Tre punti a vittoria, uno a pareggio, zero a sconfitta.
In caso di arrivo di due o più squadre a pari punti, la graduatoria finale viene stilata secondo la classifica avulsa tra le squadre interessate che prevede, nell'ordine, i seguenti criteri:
- differenza reti generale;
- numero di partite vinte;
- goal segnati;
- punti negli scontri diretti;
- differenza reti negli scontri diretti;
- goal segnati negli scontri diretti.

Qualora la parità persista, si ricorre ad uno spareggio.

### Risultati
Ogni riga indica i risultati casalinghi della squadra segnata a inizio della riga contro le squadre segnate colonna per colonna (che invece avranno giocato l'incontro in trasferta). Al contrario, leggendo la colonna di una squadra si avranno i risultati ottenuti dalla stessa in trasferta, contro le squadre segnate in ogni riga, che invece avranno giocato l'incontro in casa.
|                    | Ash  | HBS  | IKS  | MHa  | MPT  | MTA  |
| ------------------ | ---- | ---- | ---- | ---- | ---- | ---- |
| Ashdod             | –––– | 2-2  | 1-1  | 0-3  | 0-0  | 1-2  |
| Hapoel Be'er Sheva | 1-2  | –––– | 3-2  | 1-1  | 2-0  | 1-1  |
| Ironi K. Shmona    | 1-1  | 1-1  | –––– | 1-1  | 1-2  | 2-0  |
| Maccabi Haifa      | 2-0  | 3-2  | 4-0  | –––– | 1-1  | 1-1  |
| Macc. Petah Tiqwa  | 1-3  | 0-0  | 2-0  | 1-2  | –––– | 0-3  |
| Maccabi Tel Aviv   | 1-1  | 2-1  | 2-2  | 2-2  | 3-1  | –––– |

## Play-out

### Classifica finale
|  | Pos. | Squadra            | Pt | G  | V  | N  | P  | GF | GS | DR  |
|  | ---- | ------------------ | -- | -- | -- | -- | -- | -- | -- | --- |
|  | 7.   | Maccabi Netanya    | 48 | 33 | 13 | 9  | 11 | 43 | 34 | +9  |
|  | 8.   | Hapoel Hadera      | 48 | 33 | 13 | 9  | 11 | 40 | 34 | +6  |
|  | 9.   | Hapoel Haifa       | 42 | 33 | 11 | 9  | 13 | 40 | 48 | -8  |
|  | 10.  | Beitar Gerusalemme | 40 | 33 | 10 | 10 | 13 | 40 | 43 | -3  |
|  | 11.  | Hapoel Tel Aviv    | 38 | 33 | 9  | 11 | 13 | 24 | 35 | -11 |
|  | 12.  | Bnei Sakhnin       | 34 | 33 | 9  | 7  | 17 | 22 | 45 | -23 |
|  | 13.  | Bnei Yehuda        | 33 | 33 | 8  | 9  | 16 | 27 | 46 | -19 |
|  | 14.  | Hapoel Kfar Saba   | 24 | 33 | 6  | 6  | 21 | 26 | 49 | -23 |

Legenda:
      Retrocesse in Liga Leumit 2021-2022
Le squadre ripartono con gli stessi punteggi ottenuti durante la stagione regolare.
Note:
Tre punti a vittoria, uno a pareggio, zero a sconfitta.
In caso di arrivo di due o più squadre a pari punti, la graduatoria finale viene stilata secondo la classifica avulsa tra le squadre interessate che prevede, nell'ordine, i seguenti criteri:
- differenza reti generale;
- numero di partite vinte;
- goal segnati;
- punti negli scontri diretti;
- differenza reti negli scontri diretti;
- goal segnati negli scontri diretti.

Qualora la parità persista, si ricorre ad uno spareggio.

### Risultati
Ogni riga indica i risultati casalinghi della squadra segnata a inizio della riga contro le squadre segnate colonna per colonna (che invece avranno giocato l'incontro in trasferta). Al contrario, leggendo la colonna di una squadra si avranno i risultati ottenuti dalla stessa in trasferta, contro le squadre segnate in ogni riga, che invece avranno giocato l'incontro in casa.
|              | BeG  | BnS  | BnY  | HHd  | HHf  | HKS  | HTA  | MNe  |
| ------------ | ---- | ---- | ---- | ---- | ---- | ---- | ---- | ---- |
| Beitar G.    | –––– | 3-1  | 2-2  | 0-3  |      | 3-1  |      |      |
| Bnei Sakhnin |      | –––– | 1-1  |      |      | 3-0  | 2-3  |      |
| Bnei Yehuda  |      |      | –––– | 2-3  |      |      | 1-0  | 1-2  |
| H. Hadera    |      | 1-0  |      | –––– | 3-0  |      | 0-1  | 2-2  |
| H. Haifa     | 3-1  | 1-0  | 1-3  |      | –––– | 3-2  |      |      |
| H. Kfar Saba |      |      | 1-2  | 1-2  |      | –––– |      | 0-1  |
| H. Tel Aviv  | 0-0  |      |      |      | 0-2  | 2-2  | –––– |      |
| M. Netanya   | 1-0  | 0-0  |      |      | 2-0  |      | 0-1  | –––– |

## Statistiche

### Individuali

#### Classifica marcatori
| Gol |  |  | Giocatore           | Squadra             |
| --- |  |  | ------------------- | ------------------- |
| 19  |  |  | Nikita Rukavytsya   | Maccabi Haifa       |
| 12  |  |  | Liel Abada          | Maccabi Petah Tikwa |
| 12  |  |  | Tjaronn Chery       | Maccabi Haifa       |
| 11  |  |  | Eliran Atar         | Beitar Gerusalemme  |
| 10  |  |  | Eugene Ansah        | Ironi K. Shmona     |
| 10  |  |  | Aleksandar Pešić    | Maccabi Tel Aviv    |
| 10  |  |  | Yonatan Cohen       | Maccabi Tel Aviv    |
| 9   |  |  | Gavriel Kanichowsky | Maccabi Netanya     |
| 9   |  |  | Josué               | Hapoel Be'er Sheva  |
| 8   |  |  | Sagiv Yehezkel      | Hapoel Be'er Sheva  |
| 8   |  |  | Dean David          | Ashdod              |
| 8   |  |  | Odah Marshall       | Hapoel Hadera       |
| 8   |  |  | Hanan Maman         | Hapoel Haifa        |
| 8   |  |  | Dolev Haziza        | Maccabi Haifa       |
| 8   |  |  | Godsway Donyoh      | Maccabi Haifa       |
| 8   |  |  | Omer Fadida         | Hapoel Kfar Saba    |